# 贝尔韦勒
贝尔韦勒是德国莱茵兰-普法尔茨州的一个市镇。总面积6.11平方公里，总人口242人，其中男性125人，女性117人（2011年12月31日），人口密度40人/平方公里。